# Amphoe Chaiya

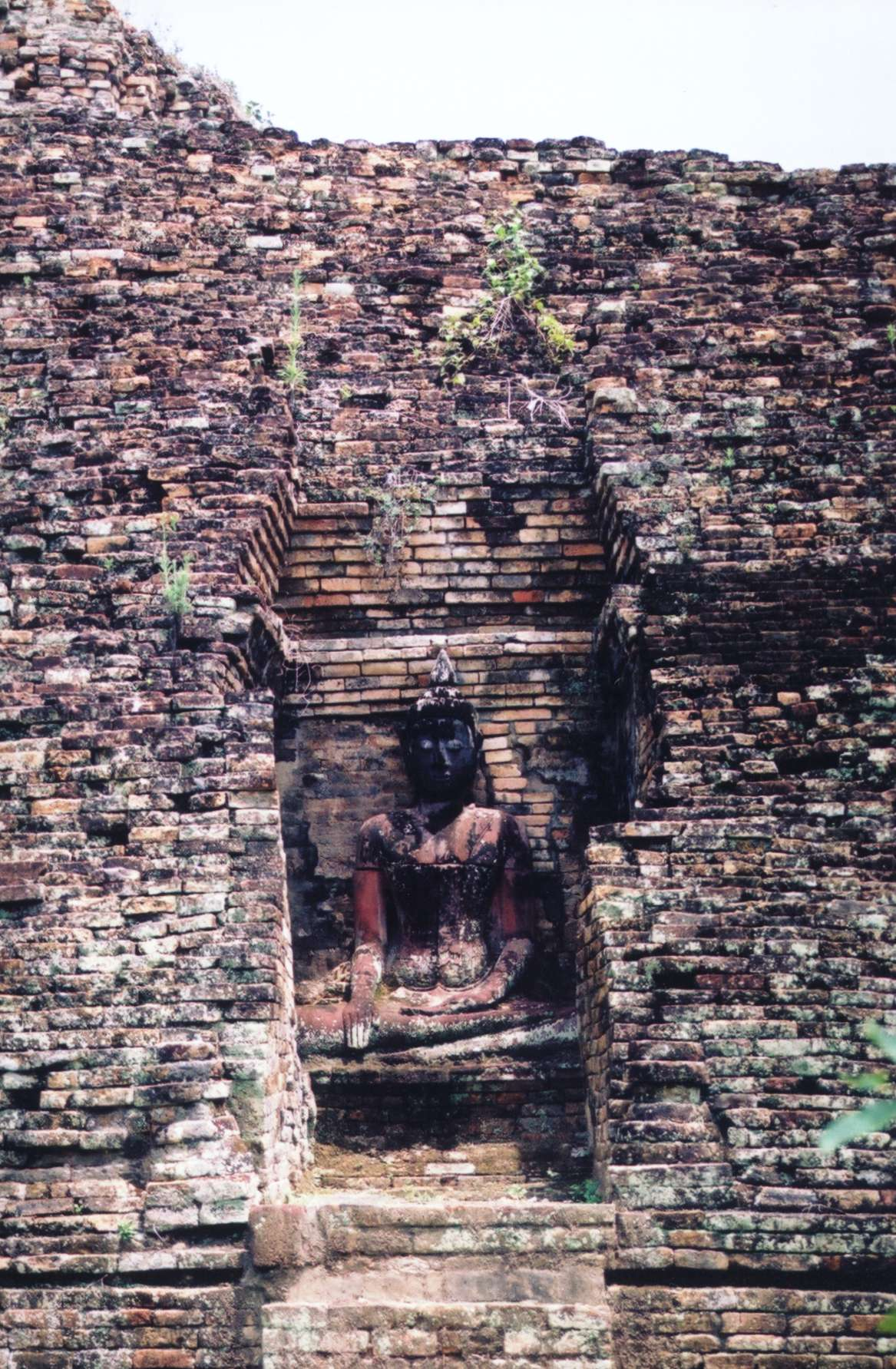
Buddhastatue in der Ruine des Wat Kaeo aus der Srivijaya-Zeit

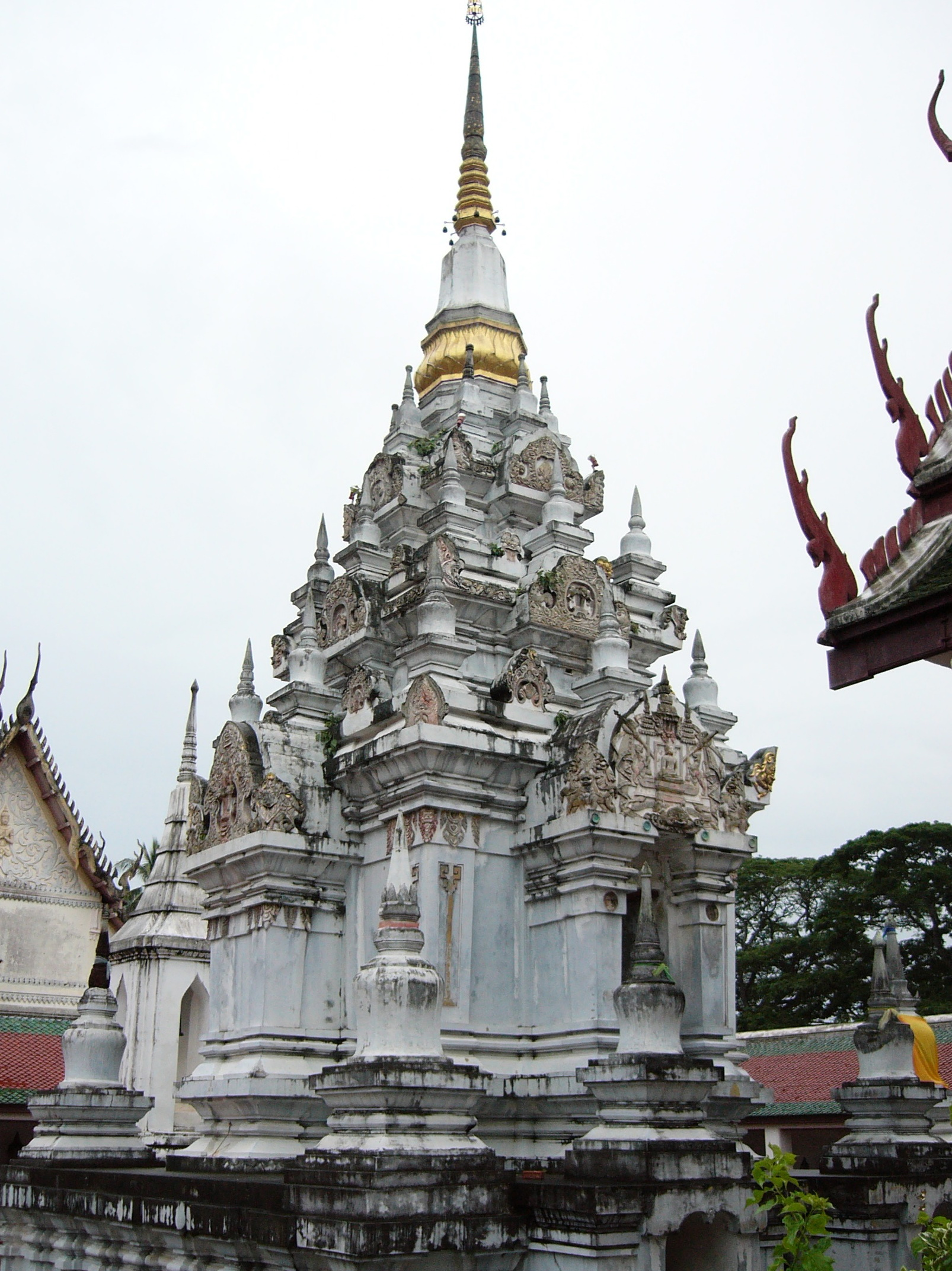
Chedi des Wat Phra Borommathtat Chaiya, ein Wahrzeichen der Provinz Surat Thani

Amphoe Chaiya (thailändisch อำเภอไชยา) ist ein Landkreis (Amphoe – Verwaltungs-Distrikt) in der Provinz Surat Thani, die zur Südregion von Thailand zählt.
Chaiya ist einer der ältesten und historisch bedeutsamsten Orte in Südthailand. Verwaltungssitz des Kreises ist Talat Chaiya.

## Geographie
Chaiya liegt am Golf von Thailand, das Kap Sui (แหลมซุย – Laem Sui) stellt dabei das nördliche Ende der Bucht von Bandon dar. Der östliche Teil des Landkreises besteht hauptsächlich aus einem flachen, tief liegenden Küstenstreifen, der Westen wird von den Bergen der Phuket-Bergkette beherrscht. In ihnen liegt auch der Nationalpark Kaeng Krung.
Benachbarte Landkreise sind (von Süden im Uhrzeigersinn) die Amphoe Tha Chang in der Provinz Surat Thani, Amphoe Kapoe in der Provinz Ranong, Amphoe Phato der Provinz Chumphon sowie Amphoe Tha Chana wieder in Surat Thani. Im Osten liegt der Golf von Thailand, das Kap Sui (แหลมซุย) ist dabei das nördliche Ende der Bucht von Bandon.

## Geschichte
Die Stadt Chaiya war eine der wichtigsten Städte, möglicherweise eine Hauptstadt des buddhistischen Seereichs Srivijaya, das den Süden der Malaiischen Halbinsel und Sumatra vom 7. bis zum 13. Jahrhundert beherrschte. Aus jener Epoche fanden sich hier zahlreiche formvollendete Buddha-Statuen, die heute im Nationalmuseum Chaiya zu sehen sind. Weitere Statuen befinden sich im Nationalmuseum Bangkok.
Wegen seiner geostrategisch günstigen Lage am Golf von Thailand spielte der Hafen stets eine wichtige Rolle im Ost-West-Handel zwischen Indien, der Malaiischen Halbinsel und China.

## Religion
In Amphoe Chaiya, dicht am Hauptort Talat Chaiya, befindet sich der bedeutende buddhistische Tempel Wat Borommathat Chaiya aus dem 8. Jahrhundert. Der zentrale Chedi wurde mit Ziegeln und Mörtel aus Pflanzenfasern errichtet. Die Anlage wurde in den 1990er Jahren recht aufwendig restauriert.
Ein anderer Anziehungspunkt ist das buddhistische Meditationszentrum Suan Mokkh, das sich etwa sechs Kilometer im Südwesten der Stadt befindet. Das Zentrum wurde von dem 1993 verstorbenen Buddhadasa Bhikkhu begründet, der auch aus Amphoe Chaiya stammte. Der Grundgedanke ist das einfache Leben, das ohne große religiöse Zeremonien auskommt und hier auch mit körperlicher Arbeit verbunden wird. Die Meditationszyklen beginnen jeweils am ersten Tag eines Monats und dauern 10 Tage. Sie werden von Buddhisten aus aller Welt besucht.

## Wirtschaft
An der Küste von Chaiya gibt es zahlreiche Garnelenzuchtanlagen (Shrimp-Farms).

## Verwaltung

### Provinzverwaltung
Amphoe Chaiya ist in neun Gemeinden (Tambon) eingeteilt, welche weiterhin in 54 Dörfer (Muban) unterteilt sind.
| \| No. \| Name \| Thai \| Muban \| Einw. \| \| No. \| Name \| Thai \| Muban \| Einw.[1] \| \| --- \| ------------ \| -------- \| ----- \| ----- \| \| --- \| ------- \| ------- \| ----- \| -------- \| \| 1. \| Talat Chaiya \| ตลาดไชยา \| 5 \| 4.818 \| \| 6. \| Pa We \| ป่าเว \| 6 \| 05.188 \| \| 2. \| Phumriang \| พุมเรียง \| 5 \| 7.647 \| \| 7. \| Takrop \| ตะกรบ \| 5 \| 03.678 \| \| 3. \| Lamet \| เลม็ด \| 7 \| 5.204 \| \| 8. \| Mo Thai \| โมถ่าย \| 6 \| 04.372 \| \| 4. \| Wiang \| เวียง \| 5 \| 3.730 \| \| 9. \| Pak Mak \| ปากหมาก \| 7 \| 10.283 \| \| 5. \| Thung \| ทุ่ง \| 8 \| 4.983 \| \| \| \| \| \| \| |              |          |       |       |  |     |         |         |       |        |
| No. | Name         | Thai     | Muban | Einw. |  | No. | Name    | Thai    | Muban | Einw.  |
| 1. | Talat Chaiya | ตลาดไชยา | 5     | 4.818 |  | 6.  | Pa We   | ป่าเว    | 6     | 05.188 |
| 2. | Phumriang    | พุมเรียง   | 5     | 7.647 |  | 7.  | Takrop  | ตะกรบ   | 5     | 03.678 |
| 3. | Lamet        | เลม็ด     | 7     | 5.204 |  | 8.  | Mo Thai | โมถ่าย   | 6     | 04.372 |
| 4. | Wiang        | เวียง     | 5     | 3.730 |  | 9.  | Pak Mak | ปากหมาก | 7     | 10.283 |
| 5. | Thung        | ทุ่ง       | 8     | 4.983 |  |     |         |         |       |        |

### Lokalverwaltung
Es gibt drei Kleinstädte (Thesaban Tambon) im Distrikt:
- Talat Chaiya (เทศบาลตำบลตลาดไชยา) besteht aus Teilen des Tambon  Talat Chaiya sowie Teilen von Lamet,
- Phumriang (เทศบาลตำบลพุมเรียง) besteht aus Teilen des gleichnamigen Tambon,
- Wiang (เทศบาลตำบลเวียง) besteht aus dem gesamten gleichnamigen Tambon.

Außerdem gibt es sechs „Tambon-Verwaltungsorganisationen“ (องค์การบริหารส่วนตำบล – Tambon Administrative Organizations, TAO) für die Tambon oder die Teile von Tambon im Landkreis, die zu keiner Stadt gehören.